# 天声ジングル
『天声ジングル』（てんせいジングル）は日本のバンド相対性理論の5枚目のアルバムである。2016年4月27日発売。CD、アナログレコード、カセットテープ、Blu-ray(BDM仕様)の4つのフォーマットで同時にリリースされた。封入特典として、2016年7月22日に日本武道館にて開催される相対性理論の自主企画公演「八角形」で引き換え可能な「”八角形のなにか”引換券」が封入されている。
Blu-ray版はブルーレイディスク・プレーヤーで再生可能なほか、PCやポータブルプレイヤーに転送出来るWAV形式の音源データも収録されている。
黒沢清、坂本龍一、Jeff Mills、九龍ジョー、土佐有明、樋口泰人、湯浅学、Arthur Jeffesが推薦コメントを寄せている。

## 収録曲
1. 天地創造SOS（4:15）
  - 作詞：ティカ・α 作曲：ティカ・α
2. ケルベロス（3:58）
  - 作詞：ティカ・α 作曲：ティカ・α
3. ウルトラソーダ（4:00）
  - 作詞：ティカ・α 作曲：ティカ・α
  - 2015年3月22日の『回折III』において限定発売された相対性理論×Jeff Millsの合同盤「スペクトル」で初めて収録された楽曲。[1]
4. わたしがわたし（3:43）
  - 作詞：ティカ・α 作曲：ティカ・α／山口元輝
5. 13番目の彼女（3:56）
  - 作詞：ティカ・α 作曲：ティカ・α
6. 弁天様はスピリチュア（4:19）
  - 作詞：ティカ・α 作曲：ティカ・α／山口元輝
  - 井の頭恩賜公園の100周年記念放送で、やくしまるえつこのアナウンスとともに放送されている。[2]
7. 夏至（3:44）
  - 作詞：ティカ・α 作曲：ティカ・α／山口元輝
8. ベルリン天使（2:43）
  - 作詞：ティカ・α 作曲：ティカ・α／山口元輝
9. とあるAround（3:50）
  - 作詞：ティカ・α 作曲：ティカ・α／山口元輝
10. おやすみ地球（3:20）
  - 作詞：ティカ・α 作曲：ティカ・α／永井聖一
11. FLASHBACK（5:50）
  - 作詞：ティカ・α 作曲：ティカ・α